# Yousaf Raza Gilani
Yousaf Raza Gilani (urdu یوسف رضا گیلانی; ur. 9 czerwca 1952 w Karaczi) – pakistański polityk. W latach 1993–1997 przewodniczący parlamentu, doradca zmarłej Benazir Bhutto. 25 marca 2008 wybrany przez parlament głosami koalicji PPP i PML „N” na stanowisko premiera kraju, które zajmował do 19 czerwca 2012.
Sąd Najwyższy Pakistanu orzekł w czerwcu 2012 roku, że premier „jest niezdolny do sprawowania swych funkcji” po tym, jak 26 kwietnia uznał go za winnego obrazy wymiaru sprawiedliwości, ponieważ odmówił wznowienia postępowania korupcyjnego przeciwko prezydentowi Asifowi Alemu Zardariemu.